# أمير أوبوشا
أمير أوبوشا (ولد في 11 ديسمبر 1978) هو لاعب كرة قدم بوسني.

## إنجازات

### مع النادي
سراييفو
- دوري البوسنة والهرسك الممتاز: 2006-07
- كأس البوسنة والهرسك: 2001-02، 2004-05

### الفردية
- هداف دوري البوسنة والهرسك الممتاز: 2002-03

## وصلات خارجية
- أمير أوبوشا على موقع قاعدة بيانات كرة القدم.إي يو (الإنجليزية)
- أمير أوبوشا على موقع Soccerway.com (الإنجليزية)